# Armstrong Whitworth Sissit
L'Armstrong Whitworth Sissit, noto anche come Armstrong Whitworth F.K.1, fu un aereo scout, precursore dei più specializzati aerei da caccia, monoposto biplano realizzato dal dipartimento aeronautico dell'azienda britannica Armstrong Whitworth negli anni dieci del XX secolo e rimasto allo stadio di prototipo.
Primo velivolo progettato e costruito dall'azienda, venne proposto alle autorità militari britanniche per equipaggiare i reparti aeronautici dopo lo scoppio della prima guerra mondiale ma a causa delle sue modeste prestazioni non venne ritenuto idoneo e, di conseguenza, non venne avviato alla produzione in serie.

## Storia
Nel 1913 il War Office, dipartimento del Governo britannico responsabile dell'amministrazione del British Army, invitò la Sir W G Armstrong Whitworth & Co Ltd ad avviare la produzione di velivoli e motori aeronautici per equipaggiare i propri reparti dell'esercito. Decisa a cogliere questa opportunità l'azienda creò un apposito dipartimento per lo sviluppo del settore ed assunse il progettista olandese Frederick Koolhoven, già ingegnere capo della British Deperdussin, assegnandogli la direzione dell'ufficio di progettazione.

## Sviluppo
Il primo progetto che Koolhoven sviluppò per l'Armstong Whitworth fu un compatto velivolo monoposto destinato al ruolo di scout, caratterizzato dalla configurazione alare biplana con ali collegate tra loro da una singola coppia di montanti per lato, monomotore ad elica traente e coda realizzata con equilibratori e piani orizzontali mobili. Il modello, al quale venne assegnato il nome "Sissit", venne successivamente indicato anche con la sigla F.K.1..
Benché il progetto prevedesse una motorizzazione basata su un rotativo Gnôme da 80 hp (60 kW), Koolhaven non riuscì a recuperare tale motore e per equipaggiare il prototipo fu costretto a ricorrere ad un'unità dalla minor potenza, sempre uno Gnôme ma da 50 hp (37 kW). Con questa motorizzazione lo stesso Koolhaven lo portò in volo per la prima volta nel settembre 1914. Le prove di volo dimostrarono che il velivolo risultava sottopotenziato, inoltre si cercò di migliorarne le caratteristiche intervenendo sull'impennaggio, adottando piani orizzontali fissi, ed introducendo alettoni nell'ala. Data la disponibilità dei pari ruolo Sopwith Tabloid e Bristol Scout, modelli che si dimostrarono superiori, lo sviluppo del Sissit venne interrotto.

## Velivoli comparabili
Regno Unito
- Bristol Scout
- Martinsyde S.1
- Sopwith Tabloid